# Місцеві вибори в Миколаєві 2014
Місцеві вибори у Миколаєві 2014 — вибори Миколаївського міського голови, що відбулися 25 травня 2014 року згідно з постановою ВРУ від 25 лютого 2014 року «Про призначення позачергових виборів Миколаївського міського голови 25 травня 2014 року»
Місцеві вибори у Миколаєві 2014 проводилися одночасно з позачерговими виборами Президента України.

## Результати
| Кандидат              | Результат % |
| --------------------- | ----------- |
| Юрій Гранатуров       | 27,69       |
| Сергій Ісаков         | 22,84       |
| Олександр Жолобецький | 15,59       |
| Юрій Антощенко        | 10,73       |
| Олександр Сенкевич    | 4,73        |
| Владислав Єнтін       | 3,77        |
| Сергій Пучков         | 3,13        |